# Roger Beuchat
Roger Beuchat (* 2. Januar 1972 in Court) ist ein ehemaliger Schweizer Radrennfahrer.

## Sportliche Werdegang
Roger Beuchat begann seine Radsportkarriere 1998 beim Post Swiss Team.
Im Jahr 2000 gewann er jeweils eine Etappe bei der Tour du Poitou-Charentes und bei der Hessen-Rundfahrt. Daraufhin wechselte er zu dem Schweizer Radsportteam Phonak Hearing Systems. In seinem ersten Jahr dort gewann er die beiden Eintagesrennen Grand Prix de Genève und Tour du Jura sowie die Bergwertung bei der Rheinland-Pfalz-Rundfahrt. Nach jeweils einem Jahr bei Vini Caldirola und bei Barloworld wechselte er 2006 zu dem Professional Continental Team L.P.R. 2006 wurde er Dritter beim Giro del Lago Maggiore. In der Saison 2009 fuhr er für das Continental Team Neotel-CKT.
Er gewann mit der Tour de Korea erstmals in seiner Laufbahn ein Etappenrennen und gewann zum zweiten Mal nach 2001 bei der Tour du Jura in seinem Heimatkanton. Insgesamt nahm er fünfmal an UCI-Strassen-Weltmeisterschaften teil und wurde zweimal – 2002 und 2003 – Schweizer Vizemeister im Strassenrennen.
Anfang 2012 beendete Beuchat seine Laufbahn als Profi-Radsportler, da er nach seinem Ausscheiden beim Team Champion System aus Hongkong kein neues Team gefunden hatte.

## Erfolge
2000
- eine Etappe Tour du Poitou-Charentes
- eine Etappe Hessen-Rundfahrt

2001
- GP de Geneve
- Tour du Jura

2009
- Gesamtwertung Tour de Korea
- Tour du Jura